# By a Thread: Live in London 2011
By a Thread: Live in London 2011 è il primo album dal vivo del gruppo musicale canadese Devin Townsend Project, pubblicato il 19 giugno 2012 dalla Inside Out Music.

## Descrizione
Si tratta di un cofanetto contenente i quattro concerti sold-out tenuti nel Regno Unito in occasione dell'evento An Evening with the Devin Townsend Project, durante il quale sono stati eseguiti nella loro interezza i primi quattro album in studio del gruppo: Ki, Addicted, Deconstruction e Ghost.
Il 22 marzo 2020 il box set è stato pubblicato per la prima volta in formato vinile, contenente dieci dischi.

## Tracce
Testi e musiche di Devin Townsend, eccetto dove indicato.

### DVD
DVD 1 – Ki
1. A Monday – 1:46
2. Coast – 4:45
3. Disruptr – 7:32
4. Gato – 5:34
5. Terminal – 7:11
6. Heaven Send – 9:10
7. Ain't Never Gonna Win – 4:52 (Devin Townsend, Duris Maxwell, Jean Savoie, Dave Young)
8. Winter – 5:30
9. Trainfire – 6:10
10. Lady Helen – 5:39
11. Ki – 8:28
12. Quiet Riot – 3:11

- Encores

1. Demon League – 3:54
2. Coast (Take 2) – 5:16
3. Synchronicity Freaks – 2:30
4. Deep Peace – 7:43

- Extra

1. Ki Photo Slide Show – 7:20
2. Devin Commentary – 106:39
3. Coast Video – 3:20

DVD 2 – Addicted
1. Addicted! – 5:41
2. Universe in a Ball! – 4:01
3. Bend It Like Bender! – 3:51
4. Supercrush! – 6:19
5. Hyperdrive! – 3:36
6. Resolve! – 3:19
7. Ih-Ah! – 4:27
8. The Way Home! – 3:14 (Devin Townsend, Brian Waddell)
9. Numbered! – 5:57
10. Awake! – 7:59

- Encores

1. Pixillate – 8:54
2. Life – 4:43
3. Kingdom – 6:08

- Extras

1. Addicted Photo Slide Show – 5:35
2. Devin's Show Commentary – 77:56
3. Bend It Like Bender Video – 4:13

DVD 3 – Deconstruction
1. Praise the Lowered – 5:43
2. Stand – 10:11
3. Juular – 3:50
4. Planet of the Apes – 11:51
5. Sumeria – 7:03
6. The Mighty Masturbator – 16:29
7. Pandemic – 3:34
8. Deconstruction – 9:20
9. Poltergeist – 4:28

- Encores

1. Fake Punk – 2:25
2. Wallet Chain – 3:20
3. Metal Dilemma – 4:28

- Extras

1. Deconstruction Photo Slide Show – 9:41
2. Devin's Show Commentary – 100:10
3. Juular Video – 4:15

DVD 4 – Ghost
1. Fly – 4:59
2. Heart Baby – 9:26
3. Feather – 9:50
4. Kawaii – 4:14
5. Ghost – 5:05
6. Blackberry – 5:16
7. Monsoon – 1:49 (Devin Townsend, Kat Epple, Dave Young)
8. Dark Matters – 2:17
9. Texada – 8:58
10. Seams – 4:02
11. Infinite Ocean – 5:09 (Devin Townsend, Dave Young, Mike St-Jean)
12. As You Were – 8:57

- Encores

1. Fall – 5:43
2. Radial Highway – 5:51
3. Watch You – 9:20

- Extras

1. Ghost Photo Slide Show – 4:52
2. Devin's Show Commentary – 99:48
3. Kawaii Video – 3:20
4. Ghost Show Day Feature – 7:02
5. By a Thread - Interview – 22:51

### CD
CD 1 – Ki
1. A Monday – 2:24
2. Coast – 5:27
3. Disruptr – 7:27
4. Gato – 5:03
5. Terminal – 7:35
6. Heaven Send – 9:01
7. Ain't Never Gonna Win – 5:08 (Devin Townsend, Duris Maxwell, Jean Savoie, Dave Young)
8. Winter – 5:57
9. Trainfire – 7:35
10. Lady Helen – 6:18
11. Ki – 7:10
12. Quiet Riot – 3:11

CD 2 – Addicted
1. Addicted! – 7:16
2. Universe in a Ball! – 4:03
3. Bend It Like Bender! – 4:53
4. Supercrush! – 5:16
5. Hyperdrive! – 3:37
6. Resolve! – 4:40
7. Ih-Ah! – 4:50
8. The Way Home! – 4:10 (Devin Townsend, Brian Waddell)
9. Numbered! – 5:00
10. Awake! – 8:08

CD 3 – Deconstruction
1. Praise the Lowered – 6:09
2. Stand – 9:37
3. Juular – 4:42
4. Planet of the Apes – 11:25
5. Sumeria – 6:36
6. The Mighty Masturbator – 16:30
7. Pandemic – 3:30
8. Deconstruction – 9:28
9. Poltergeist – 4:28

CD 4 – Ghost
1. Fly – 5:00
2. Heart Baby – 5:19
3. Feather – 4:18
4. Kawaii – 9:43
5. Ghost – 4:14
6. Blackberry – 5:11
7. Monsoon – 5:00 (Devin Townsend, Kat Epple, Dave Young)
8. Dark Matters – 4:00
9. Texada – 9:02
10. Seams – 4:08
11. Infinite Ocean – 5:04 (Devin Townsend, Dave Young, Mike St-Jean)
12. As You Were – 8:52

CD 5 – Encores
1. Demon League – 4:25
2. Coast (Take 2) – 8:56
3. Synchronicity Freaks – 2:10
4. Deep Peace – 8:42
5. Pixillate – 8:14
6. Life – 5:29
7. Kingdom – 5:21
8. Fake Punk – 2:37
9. Wallet Chain – 3:05
10. Metal Dilemma – 4:42
11. Fall – 4:01
12. Radial Highway – 5:43
13. Watch You – 9:25

## Formazione
Gruppo
- Devin Townsend – voce, chitarra
- Dave Young – tastiera (DVD 1 e DVD 4), chitarra (eccetto DVD 4), organo a pompa (DVD 1 e DVD 4), mandolino e pianoforte (DVD 4)
- Brian Waddell – basso (DVD 1, DVD 2)
- Ryan van Poederooyen – batteria (DVD 1, DVD 2)

Altri musicisti
- Jean Savoie – basso (DVD 1 e DVD 4)
- Mike Young – basso (DVD 1, DVD 3)
- Dirk Verbeuren – batteria (DVD 1, DVD 3)
- Mike St-Jean – batteria (DVD 1 e DVD 4)
- Kat Epple – flauto e EWI (DVD 1 e DVD 4)
- Anneke van Giersbergen – voce (DVD 2)
- Mark Cimino – chitarra (DVD 2)
- April Jayne Amos – coro (DVD 3)
- Caroline Campbell – coro (DVD 3)
- Josh Bevan – coro (DVD 3)
- Luke Holmes – coro (DVD 3)
- Chrys Johnson – chitarra (DVD 4)

Produzione
- Mark Smith – produzione, regia, montaggio
- Andy Farrow – produzione esecutiva
- Devin Townsend – missaggio
- Try Glessner – mastering

## Classifiche
| Classifica (2012) | Posizione massima |
| ----------------- | ----------------- |
| Paesi Bassi       |                   |
| Classifica (2020) | Posizione massima |
| Finlandia         | 12                |
| Germania          | 66                |